# ARA Corrientes (T-8)
«Коррие́нтес» (исп. ARA Corrientes (T-8)) — аргентинский эскадренный миноносец типа «Буэнос-Айрес». Третий корабль серии, носил название в честь аргентинской провинции на северо-востоке страны.

## История строительства
Великая депрессия межвоенного периода не позволила довести программу усиления флота 1926 года до конца. В 1934-м, в ответ на чилийское морское перевооружение была принята новая специальная программа, предусматривавшая постройку в Британии лёгкого крейсера и семи эсминцев. Аргентинским верфям AFNE, Hansen y Puccíni и Sánchez y Cía были заказаны тральщики и минные заградители, позднее достроенные как корветы и фрегаты.
«Корриентес» был заложен в 1936 году на верфи «Виккерс-Армстронг» в Барроу-ин-Фернесс. Спуск на воду состоялся 21 июля 1937 года, ввод в строй спустя год — 1 июля 1938. Корабль получил своё название указом № 101.732 от 17 марта 1937 года (O.G. 69 37). Цена за корабль составила 400 тысяч фунтов стерлингов.

## Служба
Первым капитаном корабля в феврале 1938 года был назначен капитан-де-фрагата Мануэль А. Пита (исп. Manuel A. Pita). После окончания строительства эсминец направился к берегам Южной Америки. В пути следования во время шторма погиб старшина Хуан Лантано. 27 декабря 1938 «Корриентес» прибывает в Пуэрто-Бельграно, где был зачислен эскадрилью миноносцев (исп. Escuadrilla de Torpederos).
В сентябре 1939 в составе эскадры эсминцев «Буэнос-Айрес», «Мисьонес» и «Санта-Крус» встретил возвращавшиеся из бразильского Рио-де-Жанейро аргентинские линкоры «Ривадавия» и «Морено». Данные меры были предприняты в связи с начавшейся Второй мировой войны. В декабре 1939-го новым капитаном корабля назначен капитан-де-фрагата Атос Колонна (исп. Athos Colonna).
В течение 1940 эсминец участвует в плановых учениях флота. 25 мая прибыл в Сан-Хулиан, где представлял флот во время празднования 130-й годовщины Майской революции.
В 1941-м капитан-де-фрагата Оскар Ардилес (исп. Oscar G. Ardiles) назначен новым капитаном «Корриентеса». 25 мая в Камаронесе (провинция Чубут) вновь представляет флот на празднествах.

## Инцидент 3 октября 1941

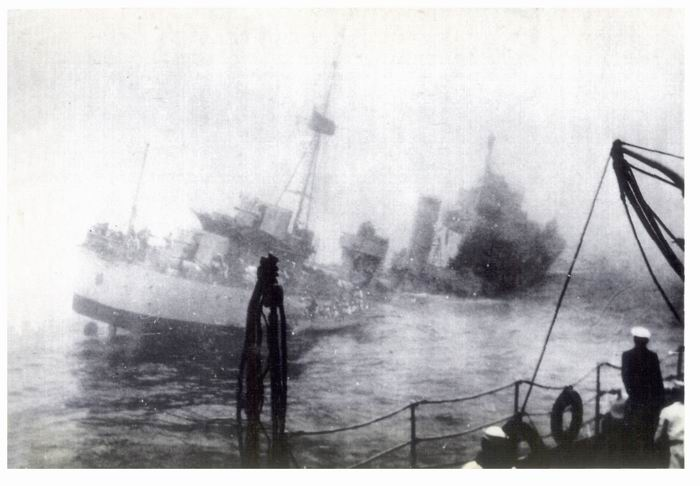
Тонущий «Корриентес»

3 октября 1941 года во время очередных учений у Огненной Земли произошёл самый трагический инцидент в аргентинском флоте. В 18:00 часов, в условиях густого тумана, тяжёлый крейсер «Альмиранте Браун» врезался в эсминец «Корриентес». Удар пришёлся в среднюю часть корабля, после чего эсминец разломился и в течение семи минут затонул. Практически сразу в корму крейсера врезался линкор «Ривадавия». «Альмиранте Браун» получил тяжёлые повреждения, но остался на плаву благодаря умелым и решительным действиям экипажа и своим ходом ушёл на базу флота Пуэрто-Бельграно. Ремонт корабля продолжался более трёх месяцев.
В результате трагедии на «Корриентесе» погибло 14 моряков.

## Расследование
Из-за шедшей мировой войны ремонт либо замену кораблём аналогичного типа на английских верфях не представлялось возможным. В сентябре 1942 начались переговоры с франкистской Испанией о приобретении эсминца типа «Сервантес».
Комиссия по расследованию под председательством капитан-де-фрагата Хосе Дельепьяни (исп. José Dellepiane) и его советником теньенте-де-навио Орасио Ховардом (исп. Horacio Howard) решила о невозможности подъёма корабля, ввиду больших глубин и отдалённости от берега.

## Комментарии
1. ↑  Соответствует капитану 2 ранга
2. ↑  Согласно другим источникам инцидент произошёл в 100 километрах от мыса Кабо-Корриентес у Мар-дель-Плата
3. ↑  Соответствует капитан-лейтенанту